# Esperanza (Sultan Kudarat)
Pour les articles homonymes, voir Esperanza.
Esperanza est une localité de la province de Sultan Kudarat, aux Philippines. En 2015, elle compte 66 095 habitants.